# Distenia kalidasae
Distenia kalidasae es una especie de escarabajo longicornio del género Distenia, categorizada en la tribu Disteniini, de la orden Coleoptera. Fue descrita por Lameere en 1890.

## Descripción
Mide 23-28 mm de longitud.

## Distribución
Se distribuye por India.